# Licháda
Licháda (Λιχάς, Lichada) är en ort i Grekland.   Den ligger i prefekturen Nomós Evvoías och regionen Grekiska fastlandet, i den centrala delen av landet, 120 km nordväst om huvudstaden Aten. Licháda ligger 147 meter över havet och antalet invånare är 181. Den ligger på ön Euboia.
Terrängen runt Licháda är kuperad norrut, men söderut är den platt. Havet är nära Licháda åt sydväst. Runt Licháda är det ganska glesbefolkat, med 50 invånare per kvadratkilometer. Närmaste större samhälle är Kaména Voúrla, 10,4 km sydväst om Licháda. 